# Labros Rizos
Labros Rizos (también escrito Lampros Rizos, en griego: Λάμπρος Ρίζος; 8 de julio de 1962) es un deportista griego que compitió en remo como timonel. Ganó una medalla de bronce en el Campeonato Mundial de Remo de 1997, en la prueba de dos con timonel.

## Palmarés internacional
| Campeonato Mundial | Campeonato Mundial     | Campeonato Mundial | Campeonato Mundial |
| Año                | Lugar                  | Medalla            | Prueba             |
| ------------------ | ---------------------- | ------------------ | ------------------ |
| 1997               | Aiguebelette (Francia) | Medalla de bronce  | Dos con timonel    |